# Nophis teillardi
Nophis teillardi är en insektsart som beskrevs av Navás 1912. Nophis teillardi ingår i släktet Nophis och familjen myrlejonsländor. Inga underarter finns listade i Catalogue of Life.